# Pomnik Zwycięstwa w Poti
Pomnik Zwycięstwa – pomnik ofiar II wojny światowej i zwycięstwa nad nazizmem, zlokalizowany w gruzińskim mieście Poti, przy wyjeździe na Kobuleti.
Pomnik w formie statui otaczają żelbetowe wyobrażenia morskich fal. Autorami monumentu byli Elgudża Amaszukeli i architekt Wachtang Dawitaia. Nazwiska 3300 mieszkańców Poti poległych w latach 1941-1945 (miasto liczyło wówczas około 7000 mieszkańców) wyryto na kamiennych tablicach otaczających obiekt.